# Szárnyascsiga
A szárnyascsiga (Strombus) a csigák szárnyascsigák (Strombidae) családjának névadó neme. A körülbelül 80 faj legtöbbje a melegebb tengereket lakja; tíz faj a krétában, illetve a harmadkorban halt ki. A Földközi-tengerben lakó Strombus pugilis L. 9,5 centiméter hosszú.
William Golding A Legyek Ura című könyvében beleszőtt a történetébe egy szárnyascsigakagylót. A gyerekek abba fújva hívták össze gyűléseiket, lényegében kürtként használták.
A szárnyascsiga a hindu vallás szertartásaiban is szerepet kap.

## Rendszerezés
A nembe az alábbi fajok tartoznak:
- Strombus aculeatus
- Strombus adansoni
- Strombus adustus
- Strombus alatus
- Strombus aratrum
- Strombus aratum
- Strombus auratus
- Strombus aurisdianae
- Strombus bellus
- Strombus bituberculatus
- Strombus bubo
- Strombus bubonius
- Strombus bulla
- Strombus buvonius
- Strombus camelus
- Strombus campbelli
- Strombus canaliculatus
- Strombus canarium
- Strombus conomurex
- Strombus corrugatus
- Strombus costatus
- Strombus crenatus
- Strombus cristatus
- Strombus decorus
- Strombus dentatus
- Strombus dilatatus
- Strombus dolomena
- Strombus doxander
- Strombus erythrius
- Strombus exutus
- Strombus fasciatus
- Strombus fragilis
- Strombus fusiformis
- Strombus galea
- Strombus galeatus
- Strombus gallus
- Strombus gibberulus
- Strombus gibbus
- Strombus goliath
- Strombus gracilior
- Strombus granulatus
- Strombus kleckhamae
- Strombus lactus
- Strombus latus
- Strombus lentiginosus
- Strombus lentigo
- Strombus listeri
- Strombus lobatus
- Strombus luhuanus
- Strombus maculatus
- Strombus magolecciai
- Strombus marginatus
- Strombus mauritianus
- Strombus microurceus
- Strombus minimus
- Strombus mutabilis
- Strombus pacificus
- Strombus palmatus
- Strombus papilio
- Strombus peruvianus
- Strombus pictus
- Strombus pipus
- Strombus plicatus
- Strombus ponderosus
- Strombus pugilis
- Strombus pulchellus
- Strombus pusillus
- Strombus raninus
- Strombus rugosus
- Strombus samba
- Strombus sinuatus
- Strombus taeniatus
- Strombus taurus
- Strombus terebellatus
- Strombus thersites
- Strombus tricornis
- Strombus tridentatus
- Strombus turturella
- Strombus urceus
- Strombus vanikorensis
- Strombus variabilis
- Strombus vittatus
- Strombus vomer
- Strombus wilsoni